# 가르궁린
가르궁린(喝(爾)弓仁 또는 논궁인(論弓仁, 663년~723년)은 과거 티베트고원, 서역, 동남아시아 등지에서 세력을 떨치던 토번(吐番)의 명장이자 재상이기도 하였던 가르친링(喝(爾)欽陵, 論欽陵, ?~699)의 아들이다.
그는 티베트 사람으로써는 최초로 중원 왕조에 들어와 고위의 장군직에 있던 사람이었다. 그는 663년 위우(位于, 현재 산남지구(山南地區)의 궁결현(窮結縣))에서 태어난 것으로 알려져 있는데, 그의 할아버지인 가르통첸은 토번의 찬보중 가장 위대하다고 여겨지는 송첸캄포(松贊干布, 581~649)를 도와 외적인 일을 하였던 최고의 재상 중 한 명이었다. 가르통첸과 가르친링 대를 거치면서, 가르(Mgar) 가문은 토번에서 막강한 지위를 갖게 되었다.

## 성장
가르궁린은 명장 집안의 아들로 태어나 좋은 능력을 갖추었다. 당시 토번은 중국의 당나라와 사이가 좋지 못하였기 때문에 전쟁에서의 능력은 필수였다. 그의 아버지 가르친링은 당나라를 상대로 패한 적이 없는 것으로 알려질 정도이지만, 그대로 끝나면 토번의 강대한 세력은 장담할 수 없었기 때문이기도 하였다. 그리하여 활, 칼, 말을 다루는 법과 전법에 관해서 숙달되어, 아버지를 따라 간 실전에서 큰 성과를 거두었다.
토번은 대비천 전투(670년), 승풍령 전투(678년)을 거치며 과거 당나라의 영토이던 서역의 안서 4진을 점령 중이었는데, 그것을 되찾으려 하던 당나라가 695년, 왕효걸을 대장으로 하여 18만의 군대가 토번을 공격하였다.
그러자 당시 토번의 찬보(贊普, '웅강한 남자'라는 뜻이며 토번에서 왕과 같은 의미로 쓰였다)이던 치둑송첸(赤德松贊, 670~704)의 지시 하에 가르친링과 가르첸바(喝(爾)贊婆, 論贊婆), 가르다고리 등 가르 일가가 방어에 나섰는데, 가르첸바는 대군에 패했으나 가르친링의 뛰어난 전술에 왕효걸은 패퇴하고 말았다(소라한산 전투).

## 가르 가문의 몰락
그러자 치둑송첸은 계속 커지는 가르 가문의 세력에 위협을 느끼고 왕권을 강화한다는 심산으로 맹목적인 충성을 바치던 그들을 숙청해 나가기 시작했다. 이때 가르통첸과 함께 재상자리에 있었으며 내부일을 하였던 퇸미삼보따(吞米桑布扎)의 퇸미 가문 역시 숙청당하게 된다. 마침내 699년, 토번의 붕괴를 우려한 가르친링은 아우 가르다고리와 함께 칭하이호 부근에서 자살하고, 가르친링의 말에 따라 가르궁린과 궁린의 삼촌(가르친링의 동생) 가르첸바는 당으로 도주하여 항복한다. 이때에 가르궁린은 자신의 아들들과 할머니 아버지등을 등지고 눈물을 흘리며 부인과 삼촌과 도망치면서 이 비가(悲歌)를 지었다.
"부인은 비록 고개를 넘는다 마는
사랑하는 아들들은 모두 어디있느냐?
할머니는 서 계실 수 없을 정도로 늙으셨는데
일세의 영웅인 아버지(가르친링)는 지금 어디에 계실까?"

## 당에서의 삶
가르궁린과 가르첸바는 아래에 1천여 명과 토욕혼의 7천 명의 사람들을 데리고 당에 가서 항복하였다. 이때 당의 실권은 여제 측천무후가 잡고 있었는데, 그들이 항복해오자 무후는 가르첸바에게 보국대장군, 행우위대장군, 귀덕군왕(輔國大將軍, 行右衛大將軍, 歸德郡王)의 칭호를 주고, 가르궁린에게는 우우림대장군, 안국공(左羽林大將軍, 安國公)의 칭호를 주고 2천호의 식읍을 주며 가르친링, 가르첸바, 가르궁린에게 '논(論)' 씨를 하사하였다. 가르첸바가 죽자, 그(첸바)는 안서대도호(安西大都護)의 칭호를 추존받았다.
이후에도 가르궁린은 매우 중용되었는데, 그 이유는 그가 토번의 정보를 잘 꿰뚫고 있기 때문이었다. 그는 당번 전쟁(唐番戰爭)중에 최전선에 나아가 토번군을 설득해 당군에게 유리한 상황을 이끌었으며, 돌궐과의 전쟁에서 적을 평정하기도 하였다. 수많은 공으로 인해 직위가 수직상승하여 707년 삭방군전봉발혁사(朔方軍前鋒游奕使)의 직위를 받고, 708년엔 우효기장군(左驍騎將軍), 717년엔 귀덕주도독사(歸德州都督使), 720년엔 삭방절도부대사(朔方節度副大使)의 지위에까지 올랐다.
기록상에서 그는 "公之理兵也，堅三革，利五刃，偶拳勇，齊力信，罰分甘苦，六轡如手掌，千夫一心，接獯獫猶蚊蚋，臥沙塞如衽席，荐居露食垂二十年" 또한 "雨畢而成師，冰泮而休卒”“寒氣入于肌骨，夜霜出于發鬢，人不堪其勒，公不改其節"라는 평을 받았다.
개원 연간 초기에, 돌궐에서 토쿠즈 오구즈(九性鐵勒, Toquz oguz)의 난이 일어나, 그는 원정을 나가 단 5백의 군세로 큰 성과를 거두었다. 중국 사서는 "眾寡成倍，公殺牛為壘，啖寇為餉。決命再宿，沖潰重圍，連兵躡踵，千里轉戰……朔方諸軍，壯其戰矣"라 표현하고 있을 정도로 대단한 일이었다.

## 명장의 죽음
그는 측천무후, 중종, 현종 초를 거치며 전승의 명장으로 이름이 높아졌다. 하지만 피로와 힘든 삶으로 인해 큰 병이 생기고야 말았다. 현종의 특별한 지시에 태의(太醫)가 직접 와 돌보았지만 차도가 없어 결국 개원 11년(723년）4월 5일 향년 60세로 사망하였다. 사후 현종에 의해 발천군왕(撥川郡王)에 추존되었으며, 장안 남교에 묻히게 되었다.